# أمام أباد (غوهران)
أمام أباد (بالفارسية: امام‌آباد) هي قرية تقع في إيران في قسم غوهران الريفي. يقدر عدد سكانها بـ 22 نسمة .